# 弗倫喬阿亞鄉
45°51′53″N 26°43′48″E / 45.86472°N 26.73000°E
弗倫喬阿亞鄉（羅馬尼亞語：Comuna Vrâncioaia, Vrancea），是羅馬尼亞的鄉份，位於該國東部，由弗朗恰縣負責管轄，面積59平方公里，海拔高度403米，2002年人口2,922，人口密度每平方公里50人。